# Scheldeprijs 2024 (vrouwen)
Bij de vrouwen vond de vierde editie plaats van de Scheldeprijs. De vorige drie edities werden gewonnen door de Nederlandse Lorena Wiebes. Deze vierde editie won zij eveneens. Naast Wiebes eindigde maar liefst vier andere Nederlandse rensters ook in de top-10. Marthe Truyen en Katrijn De Clercq hielden de eer hoog voor de Belgen met respectievelijk een zesde en negende plaats.

## Uitslag
| Plaats  | Naam              | Ploeg                          | tijd     |
| ------- | ----------------- | ------------------------------ | -------- |
| Winnaar | Lorena Wiebes     | Team SD Worx-Protime           | 3u12'00" |
| 2       | Charlotte Kool    | Team DSM-firmenich             | z.t.     |
| 3       | Martina Fidanza   | CERATIZIT-WNT Pro Cycling Team | z.t.     |
| 4       | Sofie van Rooijen | VolkerWessels                  | z.t.     |
| 5       | Mirre Knaven      | AG Insurance-Soudal NXTG       | z.t.     |
| 6       | Marthe Truyen     | Fenix-Deceuninck               | z.t.     |
| 7       | Elisa Balsamo     | Lidl-Trek                      | z.t.     |
| 8       | Chiara Consonni   | UAE Team ADQ                   | z.t.     |
| 9       | Katrijn De Clercq | Lotto Dstny Ladies             | z.t.     |
| 10      | Nienke Veenhoven  | Visma-Lease a Bike             | z.t.     |

Mannen: 1907 · 1908 · 1909 · 1910 · 1911 · 1912 · 1913 · 1914 · 1915 · 1916 · 1917 · 1918 · 1919 · 1920 · 1921 · 1922 · 1923 · 1924 · 1925 · 1926 · 1927 · 1928 · 1929 · 1930 · 1931 · 1932 · 1933 · 1934 · 1935 · 1936 · 1937 · 1938 · 1939 · 1940 · 1941 · 1942 · 1943 · 1944 · 1945 · 1946 · 1947 · 1948 · 1949 · 1950 · 1951 · 1952 · 1953 · 1954 · 1955 · 1956 · 1957 · 1958 · 1959 · 1960 · 1961 · 1962 · 1963 · 1964 · 1965 · 1966 · 1967 · 1968 · 1969 · 1970 · 1971 · 1972 · 1973 · 1974 · 1975 · 1976 · 1977 · 1978 · 1979 · 1980 · 1981 · 1982 · 1983 · 1984 · 1985 · 1986 · 1987 · 1988 · 1989 · 1990 · 1991 · 1992 · 1993 · 1994 · 1995 · 1996 · 1997 · 1998 · 1999 · 2000 · 2001 · 2002 · 2003 · 2004 · 2005 · 2006 · 2007 · 2008 · 2009 · 2010 · 2011 · 2012 · 2013 · 2014 · 2015 · 2016 · 2017 · 2018 · 2019 · 2020 · 2021 · 2022 · 2023 · 2024 · 2025
Vrouwen: 2021 · 2022 · 2023 · 2024 · 2025